# Poyes
Els poyes (poya o ténesch) foren un poble indígena de Xile, una branca dels kenk o tehueltxes septentrionals (els gennakenk o günnun-a-kunna), que habitaven a banda i banda de la serralada dels Andes, en l'actual territori de les províncies xilenes de Llanquihue (en el sector cordillerano) i Palena i a l'est i sud del llac Nahuel Huapi, a les províncies argentines de Río Negro i del Chubut.
La principal activitat dels poyes era la caça del guanac i del nyandú petiso (choique) i la recol·lecció de fruits (com els del pehuen o els del quetri i arrels i fins i tot fongs com el llao-llao. Eren nòmades.